# Unité urbaine de Rumilly
L'unité urbaine de Rumilly est une unité urbaine française centrée sur la ville de Rumilly en Haute-Savoie dans la région Auvergne-Rhône-Alpes.

## Données générales
En 2010, selon l'Insee, l'unité urbaine était composée de deux communes.
En 2020, à la suite d'un nouveau zonage, elle est composée des deux mêmes communes.
En 2022, avec 18 349 habitants, elle représente la 6e unité urbaine du département de la Haute-Savoie et occupe le 42e rang dans la région Auvergne-Rhône-Alpes.
En 2021, sa densité de population s'élève à 698 hab/km2. Par sa superficie, elle représente 0,59 % du territoire départemental et, par sa population, elle regroupe 2,16 % de la population du département de la Haute-Savoie.

## Composition de l'unité urbaine en 2020
Elle est composée des deux communes suivantes :
| Nom                    | Code Insee | Département  | Statut       | Superficie (km2) | Population (dernière pop. légale) | Densité (hab./km2) | Modifier                                    |
| ---------------------- | ---------- | ------------ | ------------ | ---------------- | --------------------------------- | ------------------ | ------------------------------------------- |
| Rumilly (ville-centre) | 74225      | Haute-Savoie | ville-centre | 16,89            | 16 082 (2022)                     | 952                | modifier les données · modifier les données |
| Sales                  | 74255      | Haute-Savoie | banlieue     | 9,21             | 2 267 (2022)                      | 246                | modifier les données · modifier les données |

## Évolution démographique
| 1968  | 1975  | 1982  | 1990   | 1999   | 2010   | 2015   | 2021   |
| ----- | ----- | ----- | ------ | ------ | ------ | ------ | ------ |
| 7 145 | 8 235 | 9 913 | 11 379 | 12 778 | 15 113 | 16 812 | 18 208 |

#### Données générales
- Unité urbaine
- Aire d'attraction d'une ville
- Liste des unités urbaines de France

#### Données démographiques en rapport avec l'unité urbaine de Rumilly
- Aire d'attraction d'Annecy
- Arrondissement d'Annecy

#### Données démographiques en rapport avec la Haute-Savoie
- Démographie de la Haute-Savoie